# Serinette

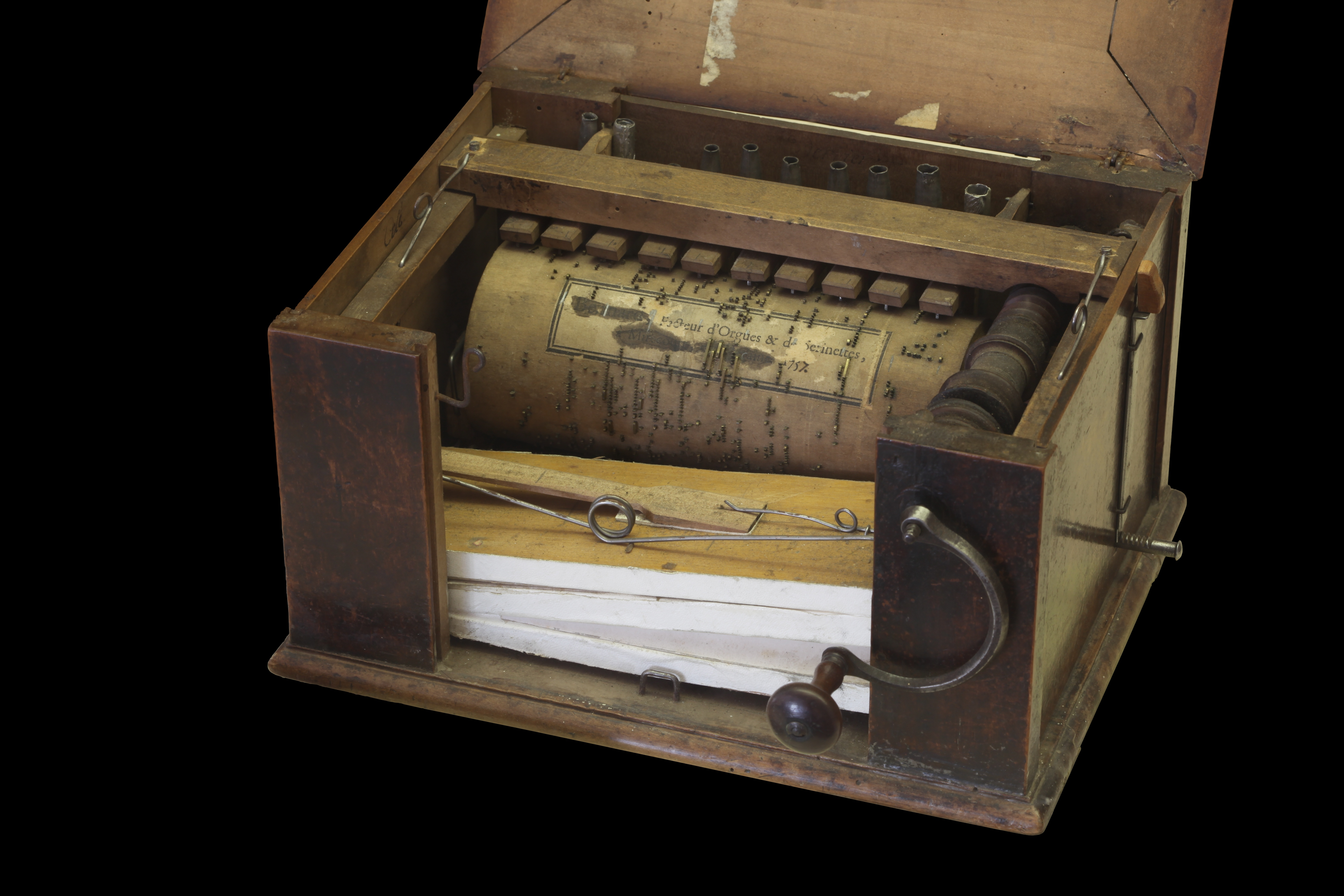
Serinette tillverkad 1757 av Bennard i Mirecourt, Frankrike.

Serinette är en typ av mekaniskt musikinstrument som består av en liten orgel med stiftvals. Den introducerades i östra Frankrike under 1700-talets första hälft, och ska ha använts för att lära kanariefåglar sjunga.
Ytterhöljet är av trä, vanligtvis valnöt, och mäter ofta ca 265 x 200 x 150 mm. Veven får stiftvalsen att rotera och driver även den bälg som förser piporna med luft. I stiftvalsen är små stift och klamrar av mässing inslagna med vilka de olika musikstyckena är programmerade. Över stiftvalsen sitter en trälist med tangenter som är anslutna till luftventiler. När stiftvalsen roterar lyfts tangenterna av stiften och klamrarna, ventilerna öppnas och luften strömmar till piporna. För att byta melodi lyfter man trälisten och skjuter stiftvalsen i sidled. Därigenom hamnar tangenterna i ett annat läge och kan läsa av ett nytt spår.
De flesta serinetter har 1 register med 10 metallpipor som klingar i tvåfotsläge och spelar åtta olika melodier. Varje melodi är ca 20 sekunder lång och utförs ofta i högt tempo och med mycket ornamentik. En etikett med titellista på lockets insida visar vilka melodier som finns på stiftvalsen. En av de vanligaste är “La petite chasse.”
Serinettens konstruktion förändrades väldigt lite under årtiondena och instrument tillverkade av olika instrumentmakare med kanske hundra års mellanrum är ofta snarlika. Många tillverkare var verksamma i och i anslutning till Mirecourt i regionen Lorraine i Frankrike. Serinettens klang påminner om den från en piccoloflöjt.